# Plastoom
Het plastoom is het DNA in de bij planten en algen voorkomende plastiden. 
Tot de belangrijkste plastiden behoren de chloroplast-DNA bezittende chloroplasten. Bij de vorming van gameten, zoals eicellen en zaadcellen, delen zich de plastiden en verdelen zich over de cellen. Zaadcellen bezitten gewoonlijk geen plastiden. Bij de bevruchting vormt zich dan een zygote met alleen plastiden van de eicel. De nieuwe plant bevat dan naast het nucleaire DNA nog erfelijk materiaal uit de plastiden en mitochondriaal DNA (mtDNA).